# Гідразосполуки
Гідразосполуки (рос. гидразосоединения, англ. hydrazo compounds) - хімічні сполуки, що містять двовалентну  гідразогрупу  –NHNH–, такі як  гідразоарени (1,2-діарилгідразини  або 1,2-діарилдіазани, звичайно з обома однаковими арильними групами) та їх N-заміщені похідні: ArNRNRAr.